# MG F
MG F і MG TF — автомобілі з кузовом типу родстер із заднім приводом і середнім розташуванням двигуна, що виготовлялися під маркою MG трьома виробниками з 1995 по 2011 рік.

## Опис

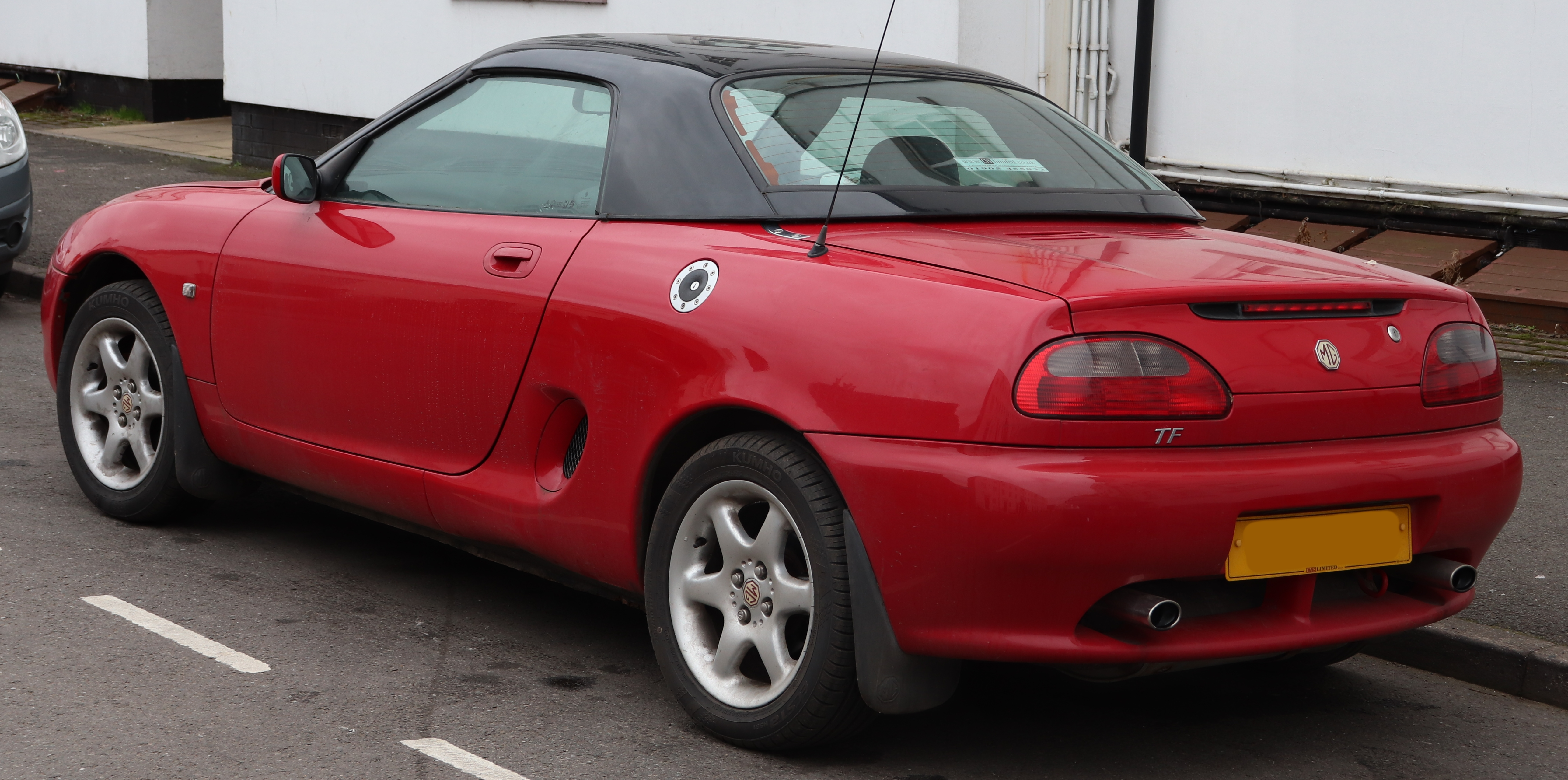
MGF 1.8 I VVC

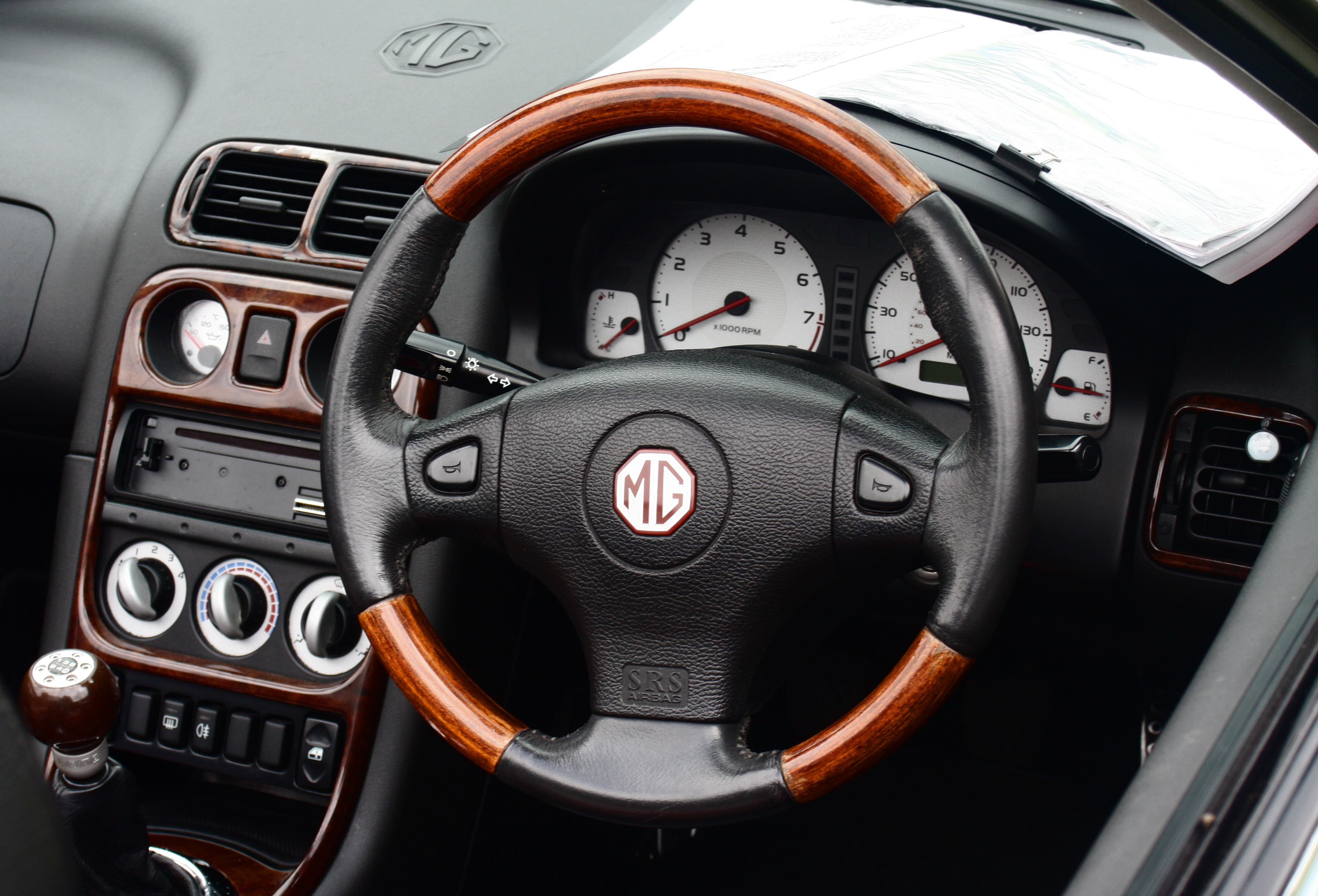
Салон

MG F була першою новою моделлю, розробленою як MG з моменту створення MG MGB, який виготовлявся з 1962 по 1980 рр., Марка 1980-х років використовувалася для позначення високопродуктивних моделей тодішньої батьківської групи Austin Rover Group, і була представлена на MG RV8, обмежений тираж відновленого MGB, яке продавалось в період з 1993 по 1995 рік.
MG F спочатку був розроблений Rover Group в період, коли вона належала British Aerospace, і була випущена на ринок після того, як бізнес було продано німецькому виробнику автомобілів BMW. Група компаній BMW, якій належить Rover Group, випускала модель з 1995 по 2000 рік. У 2000 році компанія BMW розділила Rover Group, виокремивши компанії Rover і MG після чого останні сформували компанію MG Rover. MG Rover виготовляв MG F з 2000 року, значно оновивши її у 2002 році і змінивши назву на MG TF.
MG Rover ліквідовано у 2005 році, в результаті чого виробництво моделі MG TF припинилося. Залишки бізнесу MG Rover були продані Nanjing Automobile, а виробництво MG TF відновлено в 2007 році під власним MG Motor, що належить компанії Nanjing. Модель, яка на той час була сильно застарілою, не користувалася попитом протрималася на конвеєрі до 2011 року.

## Двигуни
- 1.6 л K-Series I4 112/116 к.с.
- 1.8 л K-Series I4 120 к.с.
- 1.8 л K-Series VVC I4 136/146 к.с.
- 1.8 л N-Series I4 160 к.с.